# 芥酸
芥酸（英語：erucic acid，也称为油菜酸）是一种顺式Ω-9單不飽和脂肪酸（22:1ω9）化学式CH3(CH2)7CH=CH(CH2)11COOH，在糖芥、欧洲油菜等的种子油中占一定比重。